# Epepeotes nicobaricus
Epepeotes nicobaricus är en skalbaggsart som beskrevs av Stefan von Breuning 1960. Epepeotes nicobaricus ingår i släktet Epepeotes och familjen långhorningar. Inga underarter finns listade i Catalogue of Life.